# Adrian Przyborek
Adrian Przyborek (Koszalin, Polonia, 1 de enero de 2007) es un futbolista polaco que se desempeña como delantero en el Pogon Szczecin de la Ekstraklasa de Polonia.

## Carrera
Adrian se unió a las canteras del Pogon Szczecin en 2021 y firmó su primer contrato profesional en enero del siguiente año. Debutó el 18 de febrero de 2023 ante el Warta Poznan ingresando al minuto 78' del partido. Tras lograr hacerse un espacio en el primer plantel del club, firmó una extensión de contrato hasta julio de 2027.

## Carrera internacional
Adrian ha representado a la selección polaca en las categorías sub-16, sub.17 y sub-18.